# Демеевка (посёлок)
Демеевка (бел. Дзямееўка) — упразднённый посёлок в Брагинском районе Гомельской области Беларуси. Входил в состав Маложинского сельсовета.

## География

### Расположение
В 12 км на восток от Брагина, 40 км от железнодорожной станции Хойники (на ветке Василевичи — Хойники от линии Калинковичи — Гомель), 125 км от Гомеля.

### Водная система
На севере и юге мелиоративные каналы.

## Транспортная система
Транспортные связи по просёлочной, затем автомобильной дороге Брагин — Лоев.
Застройка деревянными домами усадебного типа.

## История
Основан в 1-й половине 1920-х годов переселенцами из деревень Старый Мокрец и Новый Мокрец, на бывших помещичьих землях. В 1932 году организован колхоз «Демеевка». Во время Великой Отечественной войны в сентябре 1943 года фашисты полностью сожгли посёлок. В 1944 году сельскохозяйственная артель (колхоз) «Димеевка», д. Димеевка Кривчанского сельского Совета Брагинского района Полесской области. В 1959 году в составе колхоза «XVIII партсъезд» (центр — деревня Кривча).
До 24 октября 2002 года в составе Кривченского сельсовета. 
С 29 ноября 2005 года исключена из данных по учёту административно-территориальных и территориальных единиц.

## Население

### Численность
- 2005 год — жителей нет

### Динамика
- 1930 год — 21 двор, 137 жителей
- 1940 год — 24 двора, 79 жителей
- 1959 год — 87 жителей (согласно переписи)
- 2004 год — 1 двор, 1 житель
- 2005 год — жителей нет